# Бабанське
Баба́нське — село в Україні, у Опішнянській селищній громаді Полтавського району Полтавської області.
Населення становило 3 особи (на початок 2005 року). А вже восени 27 листопада 2005 року останні мешканці виїхали з села[джерело?].

## Географія
Село Бабанське примикає до села Клименки, за 0,5 км від села Човно-Федорівка. Село складається з 4-х частин, рознесених на відстань до 1 км. Поруч проходить автомобільна дорога Т 1706.

## Історія
1859 року у козацькому хуторі налічувалось 9 дворів, мешкало 46 осіб (26 чоловічої статі та 20 — жіночої).
1930-і роки- Федоринівська початкова школа (4 класи)
1957-2004 рік, літо-осінь поява та роки існування радіо точки.
Вересень-жовтень1969 рік,почалась електрифікація населеного пункту,Бабанське-Клименки.
3 Листопада 1970 року.Останній учбовий день Федоринівської початкової школи.